# التشتت الصوتي
التشتت الصوتي هو ظاهرة الموجة الصوتية التي تُفصل تردداتها المُكونة أثناء مرورها عبر مادة ما. يُنظر إلى سرعة الطور لموجة الصوت كدالة للتردد. وبالتالي، يتم قياس فصل ترددات المكونات بمعدل التغير في سرعات الطور حيث تمر الأمواج المشعة عبر وسط معين.

## طريقة نقل النطاق العريض
ومن التقنيات المستخدمة على نطاق واسع لتحديد التشتت الصوتي؛طريقة إرسال النطاق العريض. وقد أُدخلت هذه التقنية في الأصل في عام 1978 واستخدمت لدراسة خصائص تشتت المعادن (1978)، والغِراء الراتنجيّ (إيبوكسي)  (1986)، والمواد الورقية (1993) عامل تباين فائق الصوت (1998).
في عامي 1990 و 1993 أكدت هذه الطريقة علاقة (كراميرس-كرونيج) للموجات الصوتية.
ويتطلب تطبيق هذه الطريقة قياسات السرعة المرجعية للحصول على قيم للتشتت الصوتي. ويتم تحقيق ذلك (عادةً) من خلال تحديد سرعة الصوت في الماء، وسماكة العينة، وطيف المرحلة لكل من نبضات الموجات فوق الصوتية المنقولة.